# Rdza brunatna pszenicy

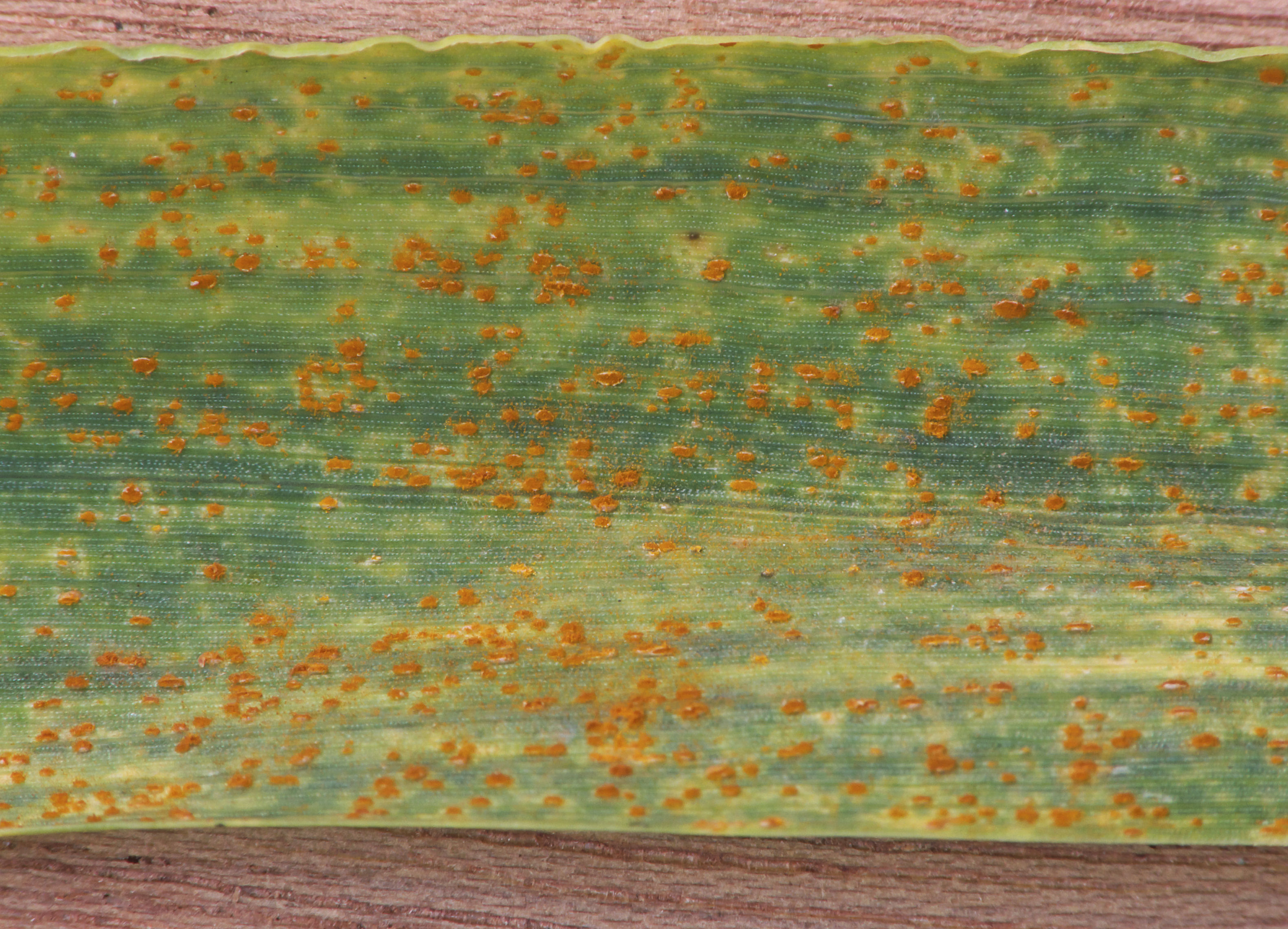
Uredinia na liściu pszenicy

Rdza brunatna pszenicy (ang. brown rust of wheat, orange leaf rust of wheat), zwana też rdzą brunatną pszenicy i pszenżyta – grzybowa choroba pszenicy i pszenżyta wywołana przez Puccinia recondita. Należy do grupy chorób zwanych rdzami.

## Występowanie i szkodliwość
Choroba występuje we wszystkich rejonach uprawy pszenicy i pszenżyta, szczególny problem stanowiąc w Ameryce Północnej i w Europie. W Polsce jest najczęściej spotykaną rdzą zbóż. Jej masowy pojaw następuje w lipcu przed żniwami, z tego też powodu zazwyczaj nie zdąży już spowodować masowych strat. Średnio straty plonów zwykle nie przekraczają 10%, ale w latach szczególnie sprzyjających chorobie notowano straty sięgające 30%. Ziarno z porażonej plantacji jest mniej dorodne, otrzymana z niego mąka jest gorszej jakości i ma mniejszą wartość wypiekową. Również słoma ma obniżoną wartość.

## Objawy
Pierwsze objawy występują już jesienią i polegają na ograniczeniu rozwoju porażonego systemu korzeniowego i słabszym krzewieniu się zboża. Porażone zboże gorzej przezimowuje. Następne objawy obserwuje się przed kwitnieniem. Porażeniu ulega liść flagowy, co skutkuje obniżeniem plonu i gorszą jego jakością. Po średnio mroźnej zimie pierwsze objawy na liściach pojawiają się w połowie czerwca, a po łagodnej zimie już w maju. Na liściach pojawiają się chlorotyczne plamki, a następnie w ich obrębie pomarańczowo rdzawe uredinia pylące urediniosporami. Eliptyczne uredinia mają długość około 1 mm. Początkowo znajdują się pod skórką liścia, która następnie pod naporem tworzących się zarodników pęka. Przy dużym natężeniu choroby uredinia mogą powstawać na liściu w tak dużej ilości, że cały liść żółknie i obumiera, mogą się tworzyć także na pochwie liściowej, źdźbłach i kłosach. Na dolnej stronie obumierających liści zaczynają się tworzyć okrągłe lub eliptyczne telia. Są czarne i powstają pod skórką. Telia mogą się tworzyć także wzdłuż nerwów na pochwach liściowych i na źdźbłach.

## Epidemiologia
Puccinia recondita jest pasożytem dwudomowym, to znaczy, że jej cykl życiowy odbywa się na różnych gatunkach żywicieli. Żywicielem ecjalnym są różne gatunki rutewki (Thalictrum), farbownika (Anchusa) i ostrzeń pospolity (Cynoglossum officinale). W Europie Środkowej nie odgrywają one jednak prawie żadnej roli. Patogen zimuje w oziminach, samosiewach lub trawach w postaci urediniospor lub grzybni. Są one odporne na niekorzystne warunki środowiskowe. Mogą przetrwać stosunkowo niskie temperatury. W rejonach łagodnych zim infekcje mogą zapoczątkować kiełkowanie zarodników w temperaturze 5–25 °C, chociaż optymalna temperatura to 10–20 °C. Z pojedynczego uredinium, które przetrwa zimę, może w ciągu jednego dnia powstać około 3000 urediniospor. Przy temperaturze 15–35 °C urediniospora kiełkuje w ciągu 30 minut, a w ciągu trzech godzin dokonuje infekcji. Cykl życiowy w sprzyjających warunkach (ciepła i wilgotna pogoda) wynosi około 5–10 dni.

## Ochrona
Zapobiega się chorobie przez niszczenie samosiewów, które umożliwiają patogenowi przetrwanie zimy. Większość uprawianych w Polsce odmian pszenicy jest podatna na rdzę brunatną, natomiast wśród odmian pszenżyta jest sporo odpornych na tę chorobę. Ważną rolę odgrywa zaprawianie nasion środkami o działaniu systemicznym. Wskazane jest także opryskiwanie fungicydami w początkowych fazach rozwoju zbóż. Używa się środków zawierających strobiluryny lub triazole.